# Diocèse de Manado
Le diocèse de Manado (en latin : Dioecesis Manadoensis) est une Église particulière de l'Église catholique en Indonésie, dont le siège est à Manado, la capitale de la province de Sulawesi du Nord.

## Histoire
La préfecture apostolique des Célèbes est érigée le 19 novembre 1919 par détachement du vicariat apostolique de Batavia. Elle devient vicariat apostolique des Célèbes le 1er février 1934. Le 13 avril 1937, son territoire est divisé pour créer la préfecture apostolique de Makassar et il change alors de nom pour devenir vicariat apostolique de Manado.
Le vicariat apostolique est érigé en diocèse de Manado le 3 janvier 1961 lors de la réorganisation des juridictions catholiques en Indonésie. le diocèse est suffragant de l'archidiocèse de Makassar.
Depuis sa création, l'administration du diocèse est confiée a des évêques issus de la congrégation des missionnaires du Sacré-Cœur de Jésus (M.S.C.).

## Organisation
Le diocèse comptait 72 paroisses en 2021 dont la cathédrale du Sacré-Cœur-de-Marie de Manado regroupées en 9 zones pastorales :
- Manado
- Tonsea
- Tombulu
- Tomohon
- Tondano
- Stela Maris
- Luwuk Bangai
- Sulawesi Central
- Iles Sangihe et Talaud

## Ordinaires du diocèse

### Préfets apostolique
- Gerard Vesters, M.S.C. (1919-1923),
- Joannes Walter Panis, M.S.C. (1923-1934),

### Vicaires apostolique
- Joannes Walter Panis, M.S.C. (1934-1947),
- Nicolas Verhoeven, M.S.C. (1947-1961),

### Évêques
- Nicolas Verhoeven, M.S.C. (1961-1969),
- Theodorus Hubertus Moors, M.S.C. (1969-1990),
- Joseph Theodorus Suwatan, M.S.C. (1990-2017),
- Rolly Untu (en), M.S.C. (depuis 2017).

## Source
Catholic-Hierarchy